# Xile Hu
Xile Hu (Putian, 1978) es un químico suizo especializado en catálisis. Es profesor de química en la EPFL (École Polytechnique Fédérale de Lausanne) y dirige el Laboratorio de Síntesis Inorgánica y Catálisis de la Escuela de Ciencias Básicas.

## Carrera profesional
Hu estudió química en la Universidad de Pekín y recibió su licenciatura en 2000. Durante su licenciatura, trabajó con Jianhua Lin. Luego se unió al laboratorio de Karsten Meyer en la Universidad de California, San Diego como estudiante de doctorado y se graduó con una tesis sobre "Complejos metálicos de ligandos de carbeno N-heterocíclicos tripodales: síntesis, estructura, unión y reactividad ". En 2005, se fue a trabajar como investigador postdoctoral con Jonas C. Peters en el Instituto de Tecnología de California. Aquí inició y desarrolló un proyecto de investigación sobre electrocatalizadores moleculares para la evolución del hidrógeno.
En 2007, se convirtió en profesor asistente de química en la EPFL. En 2013, fue ascendido a Profesor Asociado, y en 2016, se convirtió en Profesor Titular de la EPFL. Desde 2007 dirige el Laboratorio de Síntesis Inorgánica y Catálisis de la Escuela de Ciencias Básicas de la EPFL.

## Investigación
El grupo de investigación de Hu dirige un programa de investigación interdisciplinar para desarrollar catálisis para la síntesis sostenible de productos químicos de valor añadido y para la producción rentable de combustibles solares. Su objetivo es el desarrollo de catalizadores fabricados con elementos abundantes en la Tierra y que permitan las transformaciones químicas importantes en la síntesis, la energía y la sostenibilidad. Se centran en la síntesis orgánica catalizada por metales básicos, la división electroquímica del agua, la reducción del CO2, la catálisis de las pilas de combustible y el desarrollo de modelos sintéticos para el sitio activo de las metaloenzimas.

## Distinciones
En 2011, Hu ganó el premio Werner de la Sociedad Química Suiza. En 2012 fue seleccionado como joven científico extraordinario por el Foro Económico Mundial. En 2013, recibió la cátedra de investigador emergente de la Chemical Society Reviews. En 2014, ganó la Medalla Europea de Química Bioinorgánica en la conferencia Eurobic. En 2015, recibió el Premio al Investigador Joven de la Federación Europea de Sociedades de Catálisis. En 2016, recibió el Premio de la Familia Bau en Química Inorgánica. En 2017, fue galardonado con el Premio Nacional Latsis de la Fundación Nacional Suiza para la Ciencia, la Fundación Internacional Latsis, el premio Organic Letters Outstanding Publication of the Year Lectureship de 2017 y el Premio Tajima de la Sociedad Internacional de Electroquímica. En 2018, recibió el premio Resonate de Caltech, en 2019, el premio Homogeneous Catalysis de la Royal Society of Chemistry, y en 2020, el premio International Catalysis de la International Association of Catalysis Societies. Hu fue nombrado "Investigador muy citado" por Publons (Clarivate Analytics) durante los años 2017, 2018, 2019 y 2020.
En 2014, se convirtió en miembro de la Royal Society of Chemistry (Reino Unido), y en 2019 en miembro de la Academia Europea de Ciencias. Desde 2020 es miembro de la Academia Europaea.

## Trabajos seleccionados
- Bai, Lichen; Hsu, Chia-Shuo; Alexander, Duncan T. L.; Chen, Hao Ming; Hu, Xile (2019). «A Cobalt–Iron Double-Atom Catalyst for the Oxygen Evolution Reaction». Journal of the American Chemical Society 141 (36): 14190-14199. PMID 31418268. doi:10.1021/jacs.9b05268.
- Gu, Jun; Hsu, Chia-Shuo; Bai, Lichen; Chen, Hao Ming; Hu, Xile (2019). «Atomically dispersed Fe3+ sites catalyze efficient CO2 electroreduction to CO». Science 364 (6445): 1091-1094. Bibcode:2019Sci...364.1091G. PMID 31197014. doi:10.1126/science.aaw7515.
- Pan, Hui-Jie; Huang, Gangfeng; Wodrich, Matthew D.; Tirani, Farzaneh Fadaei; Ataka, Kenichi; Shima, Seigo; Hu, Xile (2019). «A catalytically active [Mn]-hydrogenase incorporating a non-native metal cofactor». Nature Chemistry 11 (7): 669-675. Bibcode:2019NatCh..11..669P. PMC 6591119. PMID 31110253. doi:10.1038/s41557-019-0266-1.
- Shi, Renyi; Zhang, Zhikun; Hu, Xile (2019). «Nickamine and Analogous Nickel Pincer Catalysts for Cross-Coupling of Alkyl Halides and Hydrosilylation of Alkenes». Accounts of Chemical Research 52 (5): 1471-1483. PMID 31008581. doi:10.1021/acs.accounts.9b00118.
- Song, Fang; Busch, Michael M.; Lassalle-Kaiser, Benedikt; Hsu, Chia-Shuo; Petkucheva, Elitsa; Bensimon, Michaël; Chen, Hao Ming; Corminboeuf, Clemence et al. (2019). «An Unconventional Iron Nickel Catalyst for the Oxygen Evolution Reaction». ACS Central Science 5 (3): 558-568. PMC 6439451. PMID 30937383. doi:10.1021/acscentsci.9b00053.
- Zhang, Lei; Liardet, Laurent; Luo, Jingshan; Ren, Dan; Grätzel, Michael; Hu, Xile (2019). «Photoelectrocatalytic arene C–H amination». Nature Catalysis 2 (4): 366-373. PMC 6459354. PMID 30984910. doi:10.1038/s41929-019-0231-9.
- Mao, Runze; Frey, Adrian; Balon, Jonathan; Hu, Xile (2018). «Decarboxylative C(sp3)–N cross-coupling via synergetic photoredox and copper catalysis». Nature Catalysis 1 (2): 120-126. doi:10.1038/s41929-017-0023-z.
- Shima, Seigo; Chen, Dafa; Xu, Tao; Wodrich, Matthew D.; Fujishiro, Takashi; Schultz, Katherine M.; Kahnt, Jörg; Ataka, Kenichi et al. (2015). «Reconstitution of [Fe]-hydrogenase using model complexes». Nature Chemistry 7 (12): 995-1002. Bibcode:2015NatCh...7..995S. PMID 26587715. doi:10.1038/nchem.2382.
- Morales-Guio, Carlos G.; Hu, Xile (2014). «Amorphous Molybdenum Sulfides as Hydrogen Evolution Catalysts». Accounts of Chemical Research 47 (8): 2671-2681. PMID 25065612. doi:10.1021/ar5002022.
- Song, Fang; Hu, Xile (2014). «Exfoliation of layered double hydroxides for enhanced oxygen evolution catalysis». Nature Communications 5: 4477. Bibcode:2014NatCo...5.4477S. PMID 25030209. doi:10.1038/ncomms5477.